# Elaphoglossum kusaiense
Elaphoglossum kusaiense är en träjonväxtart som beskrevs av H. Itô. Elaphoglossum kusaiense ingår i släktet Elaphoglossum och familjen Dryopteridaceae. Inga underarter finns listade.